# Aéroport de Yazd
L''aéroport Shahid Ayatollah Sadooghi de Yazd (persan : فرودگاه شهید آيت‌اللّه صدوقی یزد) (code IATA : AZD • code OACI : OIYY) est un aéroport de Yazd, en Iran. L'aéroport se trouve à 10 kilomètres du centre de la ville de Yazd et dessert toute la ville ainsi que tous les comtés environnants. 
L'aéroport a été créé en 1970 avec 575 hectares de terres. Même si l'aéroport ne dispose pas de statut international, il y a parfois des vols charters, ainsi que des services réguliers de passagers vers les pays voisins comme l'Irak et la Syrie. 
En dépit d'être exploité à 40-50 % de sa capacité, un total de 431 500 passagers ont voyagé à travers l'aéroport en 2012, faisant d'elle le onzième aéroport le plus fréquenté de l'Iran quant au trafic de passagers et de nombre d'opérations aériennes.

## Situation
| Sārī Dasht-é Naz Golfe · persique Téhéran-MehrabadTéh.-Mehrabad Mechhed Téhéran-KhomeiniTéh.-Khomeini Chiraz Kish Ahvaz Ispahan Tabriz Bandar · Abbas Kerman Yazid Abadan Kermanchah Zahedan Bouchehr Qechm Ourmieh Racht Birjand Chabahar Lamerd |

## Compagnies et destinations
| Compagnies            | Destinations |
| --------------------- | --- |
| ATA Airlines          | Mechhed-Shahid H. Nejad, Téhéran-Mehrabad                                                                         |
| Iran Air              | Ahvaz, Bandar Abbas, Mechhed-Shahid H. Nejad, Téhéran-Mehrabad En saison : Bagdad, Médine-Prince M. Bin Abdulaziz |
| Iran Airtour Airline  | Mechhed-Shahid H. Nejad, Téhéran-Mehrabad                                                                         |
| Iran Aseman Airlines  | Bandar Abbas, Mechhed-Shahid H. Nejad, Téhéran-Mehrabad                                                           |
| Iranian Naft Airlines | Ahvaz, Bandar Abbas, Téhéran-Mehrabad En saison : Île de Kish                                                     |
| Iraqi Airways         | En saison : Bagdad                                                                                                |
| Kish Air              | Mechhed-Shahid H. Nejad, Téhéran-Mehrabad En saison : Île de Kish                                                 |
| Taban Air             | Mechhed-Shahid H. Nejad                                                                                           |
| Zagros Airlines       | Mechhed-Shahid H. Nejad                                                                                           |

Édité le 12/04/2018